# IJsvrij (verlof)

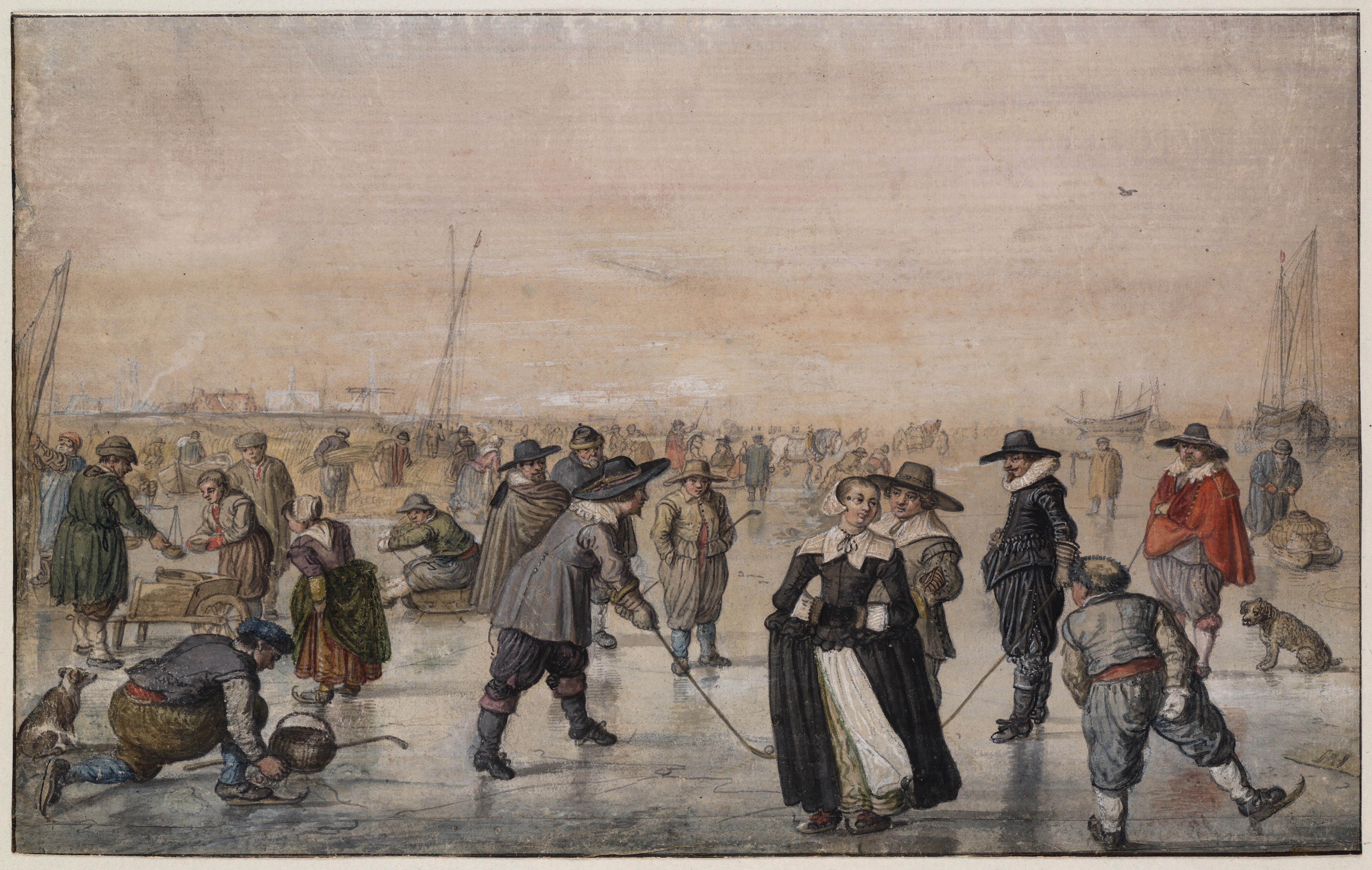
IJsvermaak op schilderij van Avercamp.

IJsvrij is de traditionele benaming voor een dag of een gedeelte van een dag vrijaf, die op scholen (en bedrijven) wordt gegeven bij strenge vorst. Traditioneel werd ijsvrij gegeven wanneer winterse omstandigheden de wegen onbegaanbaar gemaakt hadden, verantwoord werken onmogelijk maakten of dat een school niet warm gestookt kon worden. In het bouwvak spreekt men in dit geval van vorstverlet. Pas eind twintigste eeuw kreeg deze maatregel bij scholen, en later bij bedrijven, het karakter van een vriendelijk gebaar.
De kinderen of werknemers kunnen zich dan overgeven aan vormen van ijspret als schaatsen, en ook wel aan sneeuwballen gooien of sleeën. Sinds het einde van de kleine ijstijd ligt er in Nederlandse winters soms maar enkele dagen genoeg ijs om te kunnen schaatsen. Dit is voor een aantal scholen de reden om juist op zo'n dag vrijaf te geven.